# Arthrosaura tyleri
Arthrosaura tyleri — вид ящірок родини гімнофтальмових (Gymnophthalmidae). Ендемік Венесуели.

## Поширення і екологія
Arthrosaura tyleri відомі з типової місцевості, розташованої на тепуї Серро-Дуїда, на Гвіанському нагір'ї в штаті Амасонас, на висоті 1700 м над рівнем моря.